# S-아데노실메티오닌아민
S-아데노실메티오닌아민(영어: S-adenosylmethioninamine)은 탈카복실화된 S-아데노실메티오닌으로 스페르미딘, 스페르민을 포함한 폴리아민의 생합성에 관여하는 기질이다.

## 같이 보기
- S-아데노실메티오닌
- S-아데노실메티오닌 탈카복실화효소
- 스페르미딘 생성효소
- 스페르민 생성효소